# A rádió aranykora
A rádió aranykora egy 1987-es amerikai film, amelyet Woody Allen rendezett. A szereposztás érdekessége, hogy a rendező két volt élettársa, Mia Farrow és Diane Keaton is játszik a filmben.

## Cselekménye
|  | Alább a cselekmény részletei következnek! |

A film a késői 1930-as évek és a második világháború alatt játszódik New York zsidók lakta negyedében. A film narrátora Joe, aki gyerekkoráról és rádiózás akkori világáról mesél. A filmben megelevenednek a zsidó kispolgárság mindennapjai, és anekdotákon keresztül bemutatja az akkori emberek és a rádió kapcsolatát. Megelevenednek híres esetek, mint például Orson Welles marslakós rádiójátéka, valamint Kathy Fiscus – a filmben Polly Phelps – halála. A film rövid történetekből és egymás mellett futó hosszabb történetszálakból áll. Ez utóbbiak közé tartozik Sally White rádiós felemelkedése vagy Bea nagynéni hiábavaló vágyakozása álmai férfija után. A filmben számos korabeli sláger hangzik el, köztük Glenn Miller, Benny Goodman és Duke Ellington szerzeményei.
|  | Itt a vége a cselekmény részletezésének! |

## Szereposztás
| Szereplő                                   | Színész           | Magyar hang               |
| ------------------------------------------ | ----------------- | ------------------------- |
| Narrátor (hang)                            | Woody Allen       | Kern András               |
| Joe                                        | Seth Green        | Alapi Gergely             |
| Bea                                        | Dianne West       | Szegedi Erika             |
| Sally White                                | Mia Farrow        | Kovács Nóra               |
| Rocco                                      | Danny Aiello      | Koroknay Géza             |
| Stábtag a reklámfelvételnél                | Bruce Jarchow     | Koroknay Géza             |
| Biff Baxter                                | Jeff Daniels      | Izsóf Vilmos Konrád Antal |
| Fred                                       | Robert Joy        | Rátóti Zoltán             |
| Anya                                       | Julie Kavner      | Tóth Judit                |
| Apa                                        | Michael Tucker    | Miklósy György            |
| Énekes                                     | Diane Keaton      | Sándor Erzsi              |
| Irene                                      | Julie Kurnitz     | Schubert Éva              |
| Ceil                                       | Renée Lippin      | Mányai Zsuzsa             |
| Baumel rabbi                               | Kenneth Mars      | Vajda László              |
| Abe                                        | Josh Mostel       | Balázs Péter              |
| 'Ezüsttallér' műsorvezető                  | Tony Roberts      | Szombathy Gyula           |
| Gonoszok Réme                              | Wallace Shawn     | Harkányi Endre            |
| Roger                                      | David Warrilow    | Velenczey István          |
| Bea                                        | Dianne Wiest      | Szegedi Erika             |
| Betörők                                    | Mike Starr        | Benkóczy Zoltán           |
| Betörők                                    | Paul Herman       | Usztics Mátyás            |
| Mr. Waldbaum                               | Hy Anzell         | Inke László               |
| Mrs. Waldbaum                              | Judith Malina     | Pásztor Erzsi             |
| Női stábtag a reklámfelvételnél            | Mercedes Ruehl    | Győry Franciska           |
| Sy                                         | Richard Portnow   | Jakab Csaba               |
| Nagypapa                                   | William Magerman  | Komlós András             |
| Nagymama                                   | Leah Carrey       | ?                         |
| Ruthie                                     | Joy Newman        | Egri Kati                 |
| 'Mutasd és mondd' tanár                    | Mindy Morgenstern | Zsolnai Júlia             |
| Sidney Manulis                             | Andrew B. Clark   | Horváth Gyula             |
| Bill Kern                                  | Guy Le Bow        | Képessy József            |
| Abercrombie műsorvezetője                  | Peter Lombard     | Szuhay Balázs             |
| Mr. Abercrombie                            | Martin Sharman    | Szombathy Gyula           |
| Pár Abercrombie-nál, nő                    | Crystal Field     | Szabó Éva                 |
| Pár Abercrombie-nál, férfi                 | Maurice Shrog     | Szabó Ottó                |
| Zsenigyerek                                | Marc Colner       | Bolba Tamás               |
| Mr. Zipsky                                 | Joel Eidelsberg   | Huszár László             |
| Rocco anyja                                | Gina DeAngeles    | ?                         |
| Pearl Harbor bemondója                     | Dwight Weist      | Szokolay Ottó             |
| Biff bemondója                             | J. R. Horne       | Szalóczy Pál              |
| Gordon kisasszony                          | Sydney A. Blake   | Borbás Gabi               |
| Iskolaigazgató                             | Henry Cowen       | Kun Vilmos                |
| Dalszövegíró                               | Greg Gerard       | Cs. Németh Lajos          |
| Rendező                                    | David Cale        | Fülöp Zsigmond            |
| Szponzor                                   | Ira Wheeler       | Antal László              |
| Szponzor felesége                          | Hannah Rabinowitz | ?                         |
| Beszédtanfolyam-tanár                      | Edward S. Kotkin  | ?                         |
| Beszédtanfolyam-tanuló                     | Ruby Payne        | Feleki Sári               |
| Beszédtanfolyam-tanuló                     | J. E. Beaucaire   | Kardos Gábor              |
| Helyszíni riporter                         | Ivan Kronenfeld   | Rajhona Ádám              |
| Tűzoltó                                    | Frank O'Brien     | Kránitz Lajos             |
| Szilveszteri zenekarvezető                 | Artie Butler      | Konrád Antal              |
| Rádióhang                                  | William H. Macy   | ?                         |
| Rádióhang                                  | Kenneth Welsh     | ?                         |
| Rádióhang (Bemondó, Világok Harca) (hang)  | –                 | Elekes Pál                |
| Rádióhang (Tudósító, Világok Harca) (hang) | –                 | Gruber Hugó               |
| Férfi, aki szivart vásárol Sally-től       | –                 | Dobránszky Zoltán         |
| Nő, aki szivart vásárol Sally-től          | –                 | Győri Ilona               |
| Rádióbemondó Sally White műsora előtt      | –                 | Kiss Gábor                |
| Rádióbemondó                               | –                 | Kovács P. József          |